# Tourist Trophy de l'île de Man
Pour les articles homonymes, voir Tourist Trophy.
Le Tourist Trophy de l'île de Man ou Tourist Trophy (TT) est un événement motocycliste annuel de course sur route, créé en 1907, qui se déroule sur l'île de Man pendant deux semaines fin mai-début juin. Les courses se déroulent par catégories définies en fonction de la cylindrée et de la motorisation. Épreuve du championnat du monde de vitesse moto depuis sa création en 1949, elle est retirée du calendrier par la FIM en 1976 ne répondant plus aux attentes des Grands Prix moto.

## Historique
En 1904, le Parlement mannois autorise la fermeture des routes pour que puissent se dérouler des courses d’automobiles, les lois sur la liberté de circulation des personnes en Angleterre y interdisant de fermer les routes. À cela il faut ajouter qu'il n'y a pas à cette époque de limitation de vitesse sur l'île de Man.
En 1907, les premières courses de moto se disputent sur le St John's Short Course (en), un circuit temporaire de 24 km entre Saint John’s et Peel avec deux catégories au départ : monocylindres et bicylindres. Après plus de quatre heures de course, c’est l’un des frères Collier, Charlie, qui passe le premier la ligne d’arrivée au guidon de la Matchless monocylindre de sa fabrication, avec une vitesse moyenne de 61,46 km/h, précédant deux Triumph, la Matchless de son frère Harry, qui établit le record du tour, n'ayant pu terminer la course.
Depuis 1911, la course se déroule sur le tracé actuel de 60 km et 264 virages (soit 360 km au total des six tours), et elle ne connaît que peu d’interruptions, pendant les deux Guerres mondiales, mais aussi lors de l'épidémie de fièvre aphteuse en 2001.
Cette course était intégrée au calendrier des Grands Prix du championnat du monde de vitesse moto dès ses débuts en 1949 et les meilleurs pilotes y ont couru : Mike Hailwood, Giacomo Agostini, Phil Read, Barry Sheene...

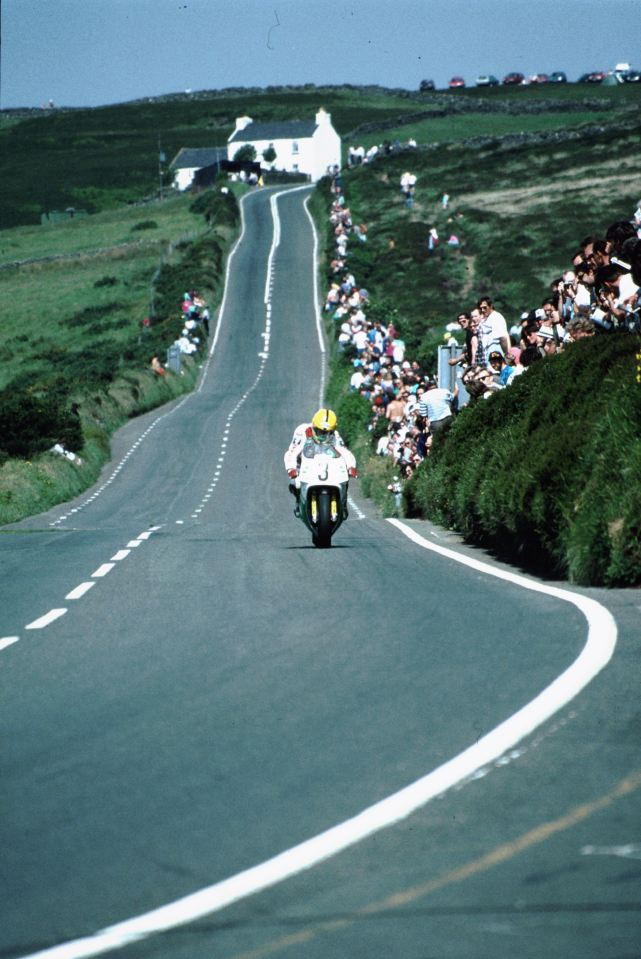
Joey Dunlop au freinage, se prépare à négocier Creg-ny-Baa. Au loin : Kate's Cottage.

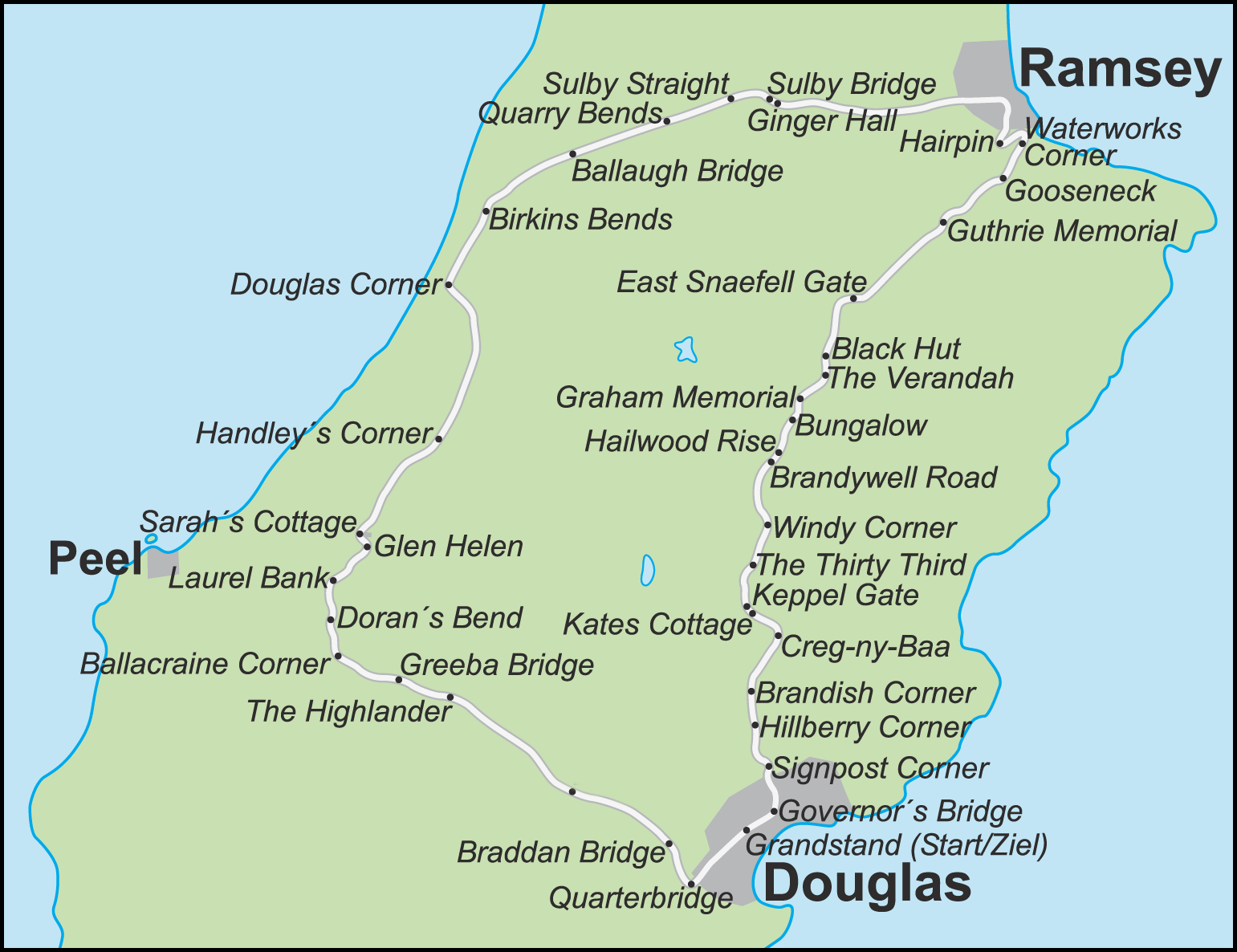
Parcours du Tourist Trophy.

Dans les années 1970, à la suite de la mort de Gilberto Parlotti en 125 cm3, les pilotes d’usine décidèrent de boycotter le TT et l’épreuve fut retirée du championnat du monde en 1976. Elle ne compte plus pour aucun championnat et seuls les pilotes volontaires décident d'y participer.
Cette course est la plus dangereuse au monde : depuis 1911, on compte plus de deux cents cinquante accidents fatals aux essais ou en course, entre le TT et le Manx GP, ce qui a amené de nombreuses voix à s'élever pour en demander l'interdiction. Wayne Gardner, ancien champion du monde de vitesse moto, a fustigé une « course folle qui devrait être interdite ». La concentration doit être extrême, pour traverser les villages à toute vitesse, en rasant les murs, les trottoirs, les cabines téléphoniques. En plusieurs endroits, les motos décollent, parfois à haute vitesse comme à Ballacrye. En 2006, le pilote néo-zélandais Bruce Anstey a atteint la vitesse record de 331 km/h sur la ligne droite de Sulby ; en 2015, le pilote James Hillier atteint la même vitesse au guidon d'une Kawasaki H2R dans la ligne droite de Sulby.
Il existe d’autres courses sur l’île comme le Pre TT Classic, le Southern 100, qui se court sur le circuit de Billown et le Manx Grand Prix (en) sur le même circuit que le TT. Ce dernier se déroule durant la dernière semaine d’août et permet aux vrais amateurs de venir découvrir le circuit pour le TT de l’année suivante.
En raison de la pandémie de Covid-19 au Royaume-Uni, les éditions 2020 et 2021 (du 30 mai au 13 juin) sont annulées par le gouvernement local. La précédente annulation remontait à 2001 en raison de l'épidémie de fièvre aphteuse.

## Catégories de courses

### Actuelles
- Senior TT (en) (1909–présent)
- Supersport TT (anciennement Junior TT (en)) (1911–présent)
- Superbike TT (2005–présent)
- Superstock TT (en) (2005–présent)
- Supertwin TT (2022-présent)
- Sidecar TT (en) (1923–1925, 1951–1967, 1977–présent)

### Anciennes
- Singles TT (1907–1908, 1994–2000)
- Twin TT (1907–1908)
- Sidecar 1000 TT (1975–1976)
- Sidecar 750 TT (1968–1974)
- Sidecar 500 TT (1968–1976)
- Ultra-Lightweight TT (en) (1924–1925, 1951–1974, 1989–2004, 2008)
- Clubman Senior TT (1947–1956)
- Clubman Junior TT (1947–1956)
- Clubman Lightweight TT (1947–1950)
- Clubman 1000 TT (1949–1950, 1953)
- 50 TT (1962–1968)
- Classic TT (1975–1984)
- Formula 1 TT (1977–2004)
- Formula 2 TT (1977–1987)
- Formula 3 TT (1977–1982)
- Production 1500 TT (1985–1985)
- Production 1000 TT (1974, 2002–2004)
- Production 750 TT (1967–1973, 1984–1985)
- Production 500 / 600 TT (1967–1974, 2002–2004)
- Production 250 TT (1967–1974, 1984–1985)
- Production TT (1975–1976, 1996–2000)
- Production A TT (1986–1988)
- Production B TT (1986–1988)
- Production C TT (1986–1988)
- Production D TT (1986–1988)
- Supersport 600 TT (1989–1994)
- Supersport 400 TT (1989–1994)
- Lightweight 400 TT (1999–2004)
- TTXGP (2009)
- TT Zero (en) (2010–2019)
- Lightweight TT (en) (1922–1976, 1995–2004, 2012–2019)

## Manches du Championnat du Monde de vitesse moto (1949-1976)
Le Tourist Trophy de l'île de Man faisait partie du championnat du monde de vitesse moto entre 1949 et 1976. Pendant cette période, les courses du Tourist Trophy Sidecar TT , 50 cm3 Ultra-Lightweight TT , 125 cm3 Lightweight TT, 250 cm3 Lightweight TT, 350 cm3 Junior TT et 500 cm3 Senior TT comptent pour le Championnat du Monde FIM de Grand Prix Moto en tant que manche britannique. Après les courses de 1972, le multiple champion du monde de l'époque Giacomo Agostini a annoncé qu'il ne courrait plus jamais sur l'île de Man, la déclarant trop dangereuse pour la compétition internationale et qu'il était scandaleux qu'une telle course fasse partie d'un scénario auquel les coureurs professionnels étaient contraints ; à ce stade, le TT n'était pas adapté au professionnalisme croissant et aux aspects commerciaux des Grands Prix moto. De plus en plus de coureurs rejoignirent son boycott, et après 1976, la course a été rayée du championnat du monde et remplacée par le Grand Prix moto de Grande-Bretagne .

## Records

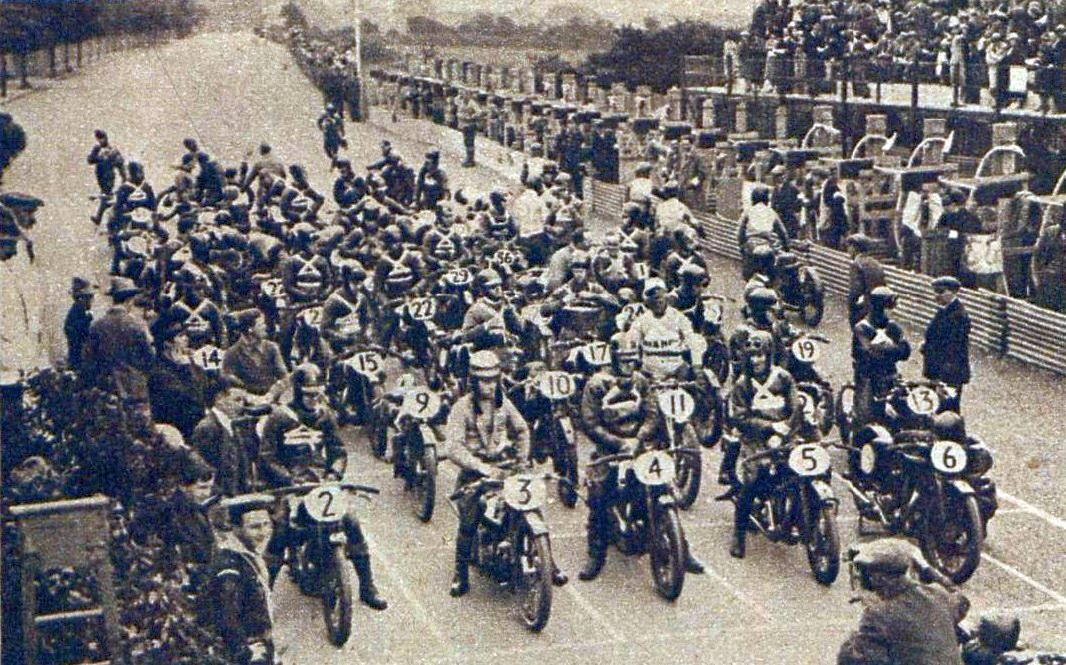
Départ du Tourist Trophy en 1926.

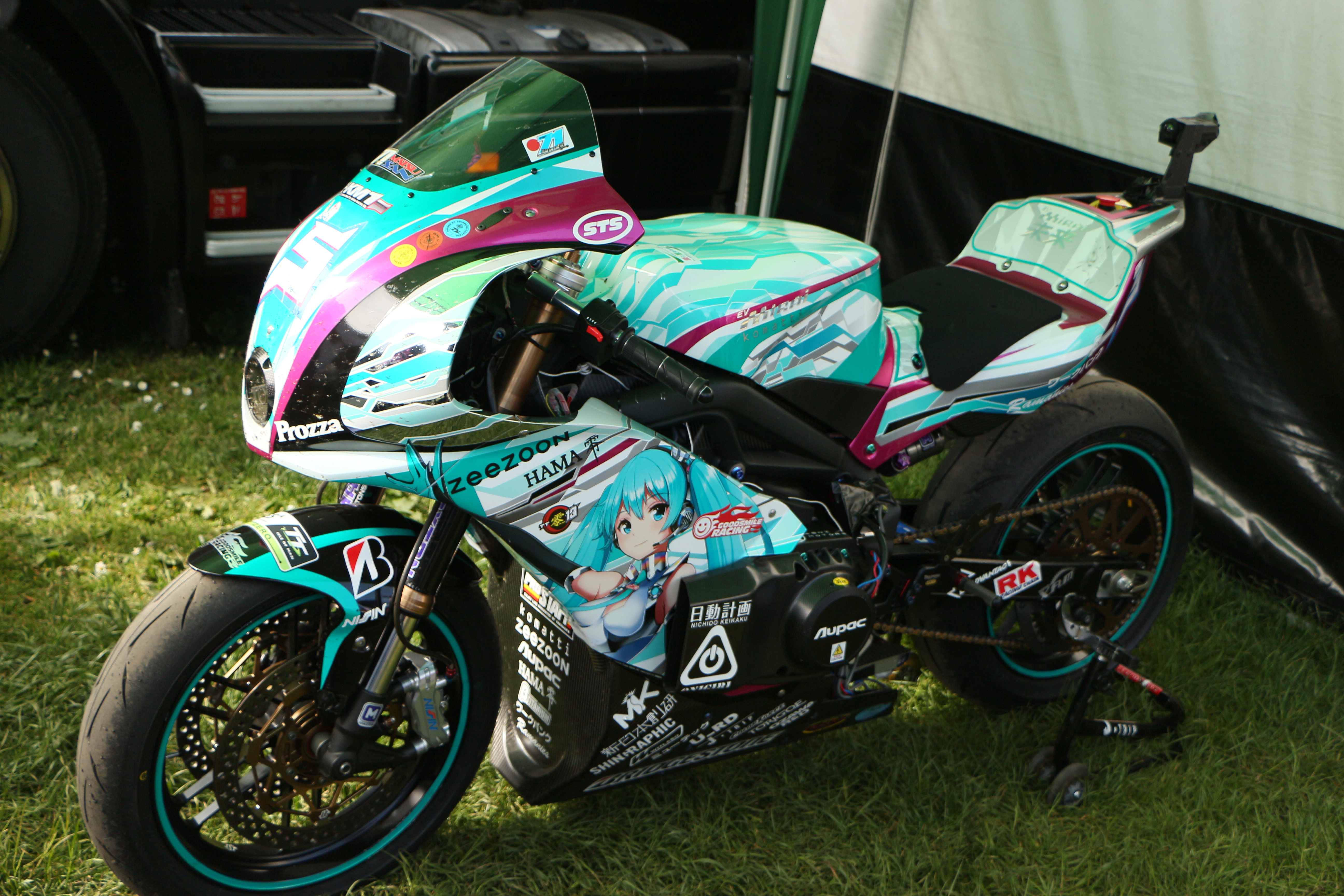
Une moto TT Zero-Class, Komatti-Mirai EV.

### Meilleurs tours
| Catégorie                | Pilote              | Véhicule                | Année | Temps sur un tour | Moyenne (km/h) |
| ------------------------ | ------------------- | ----------------------- | ----- | ----------------- | -------------- |
| Hors catégorie (voiture) | Mark Higgins        | Subaru WRX STI Prodrive | 2016  | 17 min 35 s 139   | 207,170        |
| Supersport               | Michael Dunlop      | Yamaha R6               | 2023  | 17 min 21 s 605   | 209,863        |
| Senior                   | Peter Hickman       | BMW M 1000 RR           | 2023  | 16 min 36 s 115   | 219,446        |
| Superbike                | Dean Harrison       | Kawasaki                | 2018  | 16 min 50 s 384   | 216,347        |
| Superstock               | Peter Hickman       | BMW M 1000 RR           | 2023  | 16 min 36 s 115   | 219,446        |
| TT Zero                  | Michael Ruttler     | Mugen                   | 2018  | 18 min 34 s 956   | 196,056        |
| Side-car                 | Ben et Tom Birchall | LCR Honda 600 sidecar   | 2023  | 18 min 48 s 542   | 192,571        |
| Formula One              | John McGuinness     | Yamaha R1               | 2004  | 17 min 43 s 8     | 205,481        |
| Production 1000          | Bruce Anstey        | Suzuki 1000 GSX-R       | 2004  | 18 min 5 s 7      | 201,328        |
| Production 600           | Ian Lougher         | Suzuki 600 GSX-R        | 2002  | 18 min 49 s 5     | 193,523        |
| Lightweight TT           | Michael Dunlop      | Paton 650               | 2018  | 18 min 26 s 543   | 197,546        |
| Ultra-Lightweight 125    | Chris Palmer        | Honda                   | 2004  | 20 min 28 s 9     | 177,864        |
| Lightweight 400          | Jim Moodie          | Yamaha                  | 1993  | 20 min 8 s 4      | 180,890        |
| Femme                    | Jenny Tinmouth      | Honda CBR 1000 RR       | 2010  | 18 min 52 s 42    | 193,032        |
| Fastest Newcomer         | Glenn Irwin         | Honda CBR 1000 RR-R     | 2022  |                   | 208,973        |

### Records de la course
| Catégorie             | Pilote              | Moto              | Année | Temps total         | Moyenne (km/h) |
| --------------------- | ------------------- | ----------------- | ----- | ------------------- | -------------- |
| Junior/Supersport     | Dean Harrison       | Kawasaki ZX-6R    | 2018  | 1 h 11 min 28 s 59  | 203,908        |
| Senior                | Peter Hickman       | BMW S 1000 RR     | 2018  | 1 h 43 min 8 s 65   | 211,951        |
| Superbike             | Michael Dunlop      | BMW S 1000 RR     | 2018  | 1 h 44 min 13 s 398 | 209,736        |
| Superstock            | Peter Hickman       | BMW S 1000 RR     | 2018  | 1 h 8 min 49 s 976  | 211,553        |
| Side-car              | Ben et Tom Birchall | Honda CBR         | 2023  | 56 min 53 s 768     | 190,984        |
| Formula One           | John McGuinness     | Yamaha R1         | 2004  | 1 h 12 min 13 s 2   | 201,779        |
| TT Zero               | Michael Ruttler     | Mugen             | 2018  | 18 min 34 s 956     | 196,056        |
| Production 1000       | Bruce Anstey        | Suzuki 1000 GSX-R | 2004  | 54 min 53 s 5       | 199,108        |
| Production 600        | Ian Lougher         | Suzuki 600 GSX-R  | 2002  | 57 min 8 s 4        | 191,270        |
| Ultra-Lightweight 125 | Chris Palmer        | Honda             | 2004  | 1 h 23 min 7 s 6    | 175,305        |
| Lightweight 400       | Jim Moodie          | Yamaha            | 1993  | 1 h 21 min 15 s 4   | 179,291        |

- Il a fallu attendre l'édition 2010 pour voir un pilote remporter cinq courses sur les cinq dans lesquelles il s'est engagé. Record établi et toujours détenu par Ian Hutchinson.
- James Hillier détient le record de vitesse, pilote du team Quattro Print, enregistré à 331,52 km/h dans la ligne droite de Sulby, au guidon de sa Kawasaki Ninja H2R le 12 juin 2015.

### Premiers à passer la «ton»
Une vitesse moyenne de 100 mph (un peu plus de 160 km/h) est appelée familièrement la « ton » ou « magic ton », cette expression populaire vient des motards-rockers londoniens des années 1950 et 1960 qui s'appelaient eux-mêmes des « ton-up boys », se targuant de rouler à plus de 100 mph.
Sur un tour :
- Senior TT : Bob McIntyre (Gilera), en 1957
- 125 : Bill Ivy (Yamaha), en 1968

Sur la course :
- John Surtees (MV Agusta), en 1960

### Nombre de victoires
| Victoires | Pilote(s) |
| --------- | --- |
| 33        | Michael Dunlop |
| 26        | Joey Dunlop |
| 23        | John McGuinness |
| 17        | Dave Molyneux (en) |
| 16        | Ian Hutchinson |
| 14        | Peter Hickman (en), Mike Hailwood, Ben and Tom Birchall (en) |
| 11        | Steve Hislop, Phillip McCallen, |
| 10        | Giacomo Agostini, Robert Fisher, Stanley Woods, Bruce Anstey |
| 9         | Mick Boddice, David Jefferies, Ian Lougher, Dave Saville, Siegfried Schauzu, Charlie Williams |
| 8         | Jim Moodie, Chas Mortimer, Phil Read |
| 7         | Mick Grant, Tony Rutter |
| 6         | Geoff Duke, Jimmie Guthrie, Jim Redman, John Surtees |
| 5         | Robert Dunlop, Brian Reid, Carlo Ubbiali, Alec Bennett, Nick Crowe |
| 4         | John Williams, Tarquinio Provini, Freddie Frith, Dave Leach, Ray Pickrell, Bill Smith, Wal L. Handley, Klaus Enders, Jock Taylor, Trevor Ireson |
| 3         | Chris Palmer, Adrian Archibald, Ian Simpson, Simon Beck, Carl Fogarty, Ray Amm, Luigi Taveri, Tom Herron, Bob McIntyre, Tony Jefferies, Alex George, Dave Morris, Rob McElnea, Graeme Crosby, Harold Daniell (en), Phil Mellor, Barry Woodland, Barry Smith, Rolf Steinhausen, Walter Schneider, Max Deubel, Klaus Klaffenböck |
| 2         | Cameron Donald, Ryan Farquhar, Shaun Harris, Iain Duffus, Charlie Collier, Cecil Sandford, Fergus Anderson, Hugh Anderson, Edwin Twemlow, Manliff Barrington, Kel Carruthers, Con Law, Eric Williams, Tom Sheard, Tim Hunt, Malcolm Uphill, Charlie J P Dodson, Howard R Davies, Bill Lomas, Eddie Laycock, Artie Bell, Gary Hocking, John Hartle, Jock A Porter, Trevor Nation, Fritz Hillebrand, Dick Greasley, Lowry Burton, Geoff Bell, Mick Wynn, Steve Plater |
| 1         | Michael Rutter, Nick Jefferies, Harry A Collier, Harry Reed, Jack Marshall, Rem Fowler, Cromie McCandless, Les Graham, Steve Abbott, Dario Ambrosini, Frank A Applebee, Ivor Arber, Reg Armstrong, Georg Auerbacher, Ross Williams, Peter Williams, Paul Williams, Cyril Williams, Monty Lockwood, Ken Kavanagh, Ray Knight, Ewald Kluge, Georg « Schorsch » Meier, Brian Morrison, Johnny Rea, Oliver Godfrey, H O [Tim] Wood, Frank Whiteway, Cyril Pullin, Tommy C de la Hay, Fritz Scheidegger, Norman Brown, Trevor Burgess, Ralph Bryans, Roger Burnett, Jack Findlay, Phil Carpenter, Dave Croxford, Graham Penny, Ernst Degner, Mitsuo Itoh, Stuart Graham, Ron Haslam, Bill Simpson, Martyn Sharpe, Keith Martin, Mike Rogers, Omobono Tenni, Florian Camathias, Mat Oxley |

## Adaptations et œuvres dérivées

### Jeux vidéo
- Manx TT Super Bike (1995, arcade (Model 2)[5],[6], Saturn[7],[8], PC (Windows)[9],[10])
- TT Superbikes: Real Road Racing (2005, PlayStation 2[11],[12])
- TT Superbikes: Real Road Racing Championship (2008, PlayStation 2, 2012, PlayStation Store (PlayStation 3).
- TT Superbikes Legends (2008, PlayStation 2)
- TT Isle of Man: Ride on the Edge (2018[13], PC (Windows), PlayStation 4, Xbox One)
- TT Isle of Man: Ride on the Edge 2 (2020[14], PC (Windows), PlayStation 4, Xbox One, Nintendo Switch)
- TT Isle of Man: Ride on the Edge 3 (2023 - PC (Windows), PlayStation 4, PlayStation 5, Xbox One, Xbox Series, Nintendo Switch)

### Cinéma
No Limit est un film britannique de Monty Banks, sorti en 1935, dans lequel George Formby incarne George Shuttleworth, un modeste employé qui s'est mis en tête de devenir un champion motocycliste et de remporter la très dangereuse course du Tourist Trophy, un grand prix international disputé sur le circuit routier de l'île de Man en pilotant une machine plus ou moins bricolée — un bitza — de son invention.
Tourist Trophy : La Course de l'extrême (titre original TT3D: Closer to the Edge) est un film-documentaire ayant pour sujet le Tourist Trophy de l'île de Man, sorti en 2011. Le film met en lumière la motivation des pilotes participants, prêts à prendre tous les risques pour décrocher la première place de cette course mythique. Tourné en 3D au cours de l'édition 2010, le film révèle la force mentale hors du commun de ces hommes et ce choix réfléchi mais insensé qui les pousse à traverser campagnes et villages à plus de 200 km/h. À travers moments de joies et tragédies, le film suit la préparation puis le parcours de quelques pilotes de premier plan, en particulier Guy Martin et Ian Hutchinson. Ce film est distribué en France sous le titre Tourist Trophy La course de l'extrême.
En 2017, un film documentaire britannique sort sous le titre 3 Wheeling, observant la catégorie sidecar lors du Tourist Trophy 2016.

## Accidents récents en course
Lors de l'épreuve du centenaire (9 juin 2007), un accident coûte la vie au pilote anglais Marc Ramsbotham, 34 ans, ainsi qu’à deux spectateurs de 33 et 52 ans et blesse deux autres personnes.
Paul Dobbs percute un mur et se tue en 2010 dans le virage rapide mais très dangereux de Ballagarey.
Le 27 mai 2013, Yoshinari Matsushita meurt des suites d'un accident dans le nord de l’île pendant les séances de qualification. Il avait 43 ans, et participait au TT depuis 2009, avec comme meilleur résultat une 5e place en 2011.
Lors de l'édition 2014, les pilotes Bob Price, 65 ans et Karl Harris, 34 ans, trouvent la mort respectivement lors de la première course de Supersport le 2 juin et lors du deuxième tour de la course Superstock le lendemain. Karl Harris est de ce fait le 23e pilote à mourir lors de l'épreuve du Tourist Trophy depuis 2000.
- 3 juin 2015 : Franck Petricola (32 ans, France) meurt lors des qualifications dans le secteur de Sulby Crossroads. Il s'agissait de son premier Tourist Trophy[16].
- 2016 : quatre pilotes perdent la vie : Dwight Beare (Australie) pilote de side-car, Paul Shoesmith (50 ans, Angleterre), qui chute dans la ligne droite de Sulby après l'explosion de son pneu avant, Andrew Soar (32 ans, Angleterre) à Keppel Gate et Ian Bell (58 ans, Angleterre) pilote de side car qui entre en collision avec une barrière de sécurité à Ballaspur.
- 6 juin 2017 : Davey Lambert (48 ans, Angleterre) est victime d'un accident fatal à Greeba Castle dans le troisième tour de la course. Davey avait débuté sur la Moutain Course en 2014 (Manx Grand Prix) et avait décroché la 4e place des Newcomers A et 24e du Junior MGP. En 2015, il obtient les 9e et 11e places en Junior et Senior MGP. En 2016, il obtient la 8e place du Senior Manx GP[17].
- Le 7 juin 2017, deux pilotes meurent : Jochem Van Den Hoek (28 ans, Pays-Bas) chute durant la course de Superstock, et Alan Bonner (33 ans, Irlande) durant une séance de qualifications (Alan demeure à ce jour le plus rapide de tous les pilotes de république d’Irlande sur le Mountain Course, avec un tour bouclé en 2015 à 204,532 km/h de moyenne[17].
- 30 mai 2018 : Dan Kneen (30 ans, île de Man) trouve la mort pendant la séance qualificative du Superbike. Le pilote du team Tyco BMW chute à Churchtown, lors de son premier tour et meurt quelques instants plus tard sur le lieu du drame. Il avait terminé troisième de la course Superstock en 2017.
- 4 juin 2018 : Adam Lyon (26 ans, Écosse) meurt des suites d'un crash pendant le troisième tour de la première course Supersport. Il disputait son premier Tourist Trophy.
- 3 juin 2019 : Daley Mathison (27 ans, Angleterre) meurt à la suite de sa chute à Snugborough lors du 3e tour de la course Superbike. Pilote expérimenté, il occupait la 19e place avant son accident et avait fait ses débuts en 2013 au Manx Grand Prix qu'il avait terminé 9e. En 2016, 2017 et 2018, il réalise trois podiums consécutifs lors de la TT Zero Electric Bike Race et se place 11e en Superstock en 2017. Il a participé à dix-neuf courses du TT en terminant quatorze fois et réalisé trois podiums.
- 1 juin 2022 :  le pilote gallois Mark Purslow, âgé de 29 ans, décède lors des qualifications motos.
- 4 juin 2022 : César Chanal, pilote d’un équipage de sidecar, se tue[18].
- 7 juin 2022 : Davy Morgan, âgé de 52 ans, se tue dans le secteur de la montagne au mile 27, lors du troisième et dernier tour de la course Supersport. Il participait au TT depuis 2002 et venait de prendre le départ de sa 80e course.
- 11 juin 2022 : Roger et Bradley Stockton (père et fils) se tuent lors du deuxième tour de la deuxième course de sidecar.
- 26 octobre 2022 :  le Français Olivier Lavorel, qui avait été victime d'un grave accident en course en juin, décède.
- 6 juin 2023 : Raul Torras décède durant la course des SuperTwins.